# Balboa Fun*Zone
Balboa Fun*Zone é o terceiro álbum de estúdio da banda The Adolescents, lançado em 1988.
| Críticas profissionais                                                      | Críticas profissionais |
| Avaliações da crítica                                                       | Avaliações da crítica  |
| Fonte                                                                       | Avaliação              |
| --------------------------------------------------------------------------- | ---------------------- |
| allmusic                                                                    | [ 2 ]                  |
| Esta tabela precisa de ser acompanhada por texto em prosa. Consulte o guia. |                        |

## Faixas
Todas as faixas por The Adolescents, exceto onde anotado.
1. "Balboa Fun Zone (Riot on the Beach)" – 3:02
2. "Just Like Before" – 3:27
3. "Instant Karma" (John Lennon) – 3:13
4. "Alone Agains the World" – 4:19
5. "Allen Hotel" – 3:26
6. "Frustrated" – 3:14
7. "Genius in Pain" – 3:37
8. "It's Tattoo Time" – 3:34
9. "Til She Come down" – 4:11
10. "Modern Day Napoleon" – 3:38
11. "I'm a Victim" – 4:37
12. "Balboa Fun Zone (It's in your Touch)" – 3:14
13. "Runaway" – 4:34
14. "She Walks Alone" – 3:26
15. "Surf Yogi" – 1:18

## Créditos
- Steve Soto - Baixo, vocal nas faixas 1,3,5,6,9,11,12
- Rikk Agnew - Guitarra, vocal nas faixas 2,4,6,7,8,10
- Frank Agnew - Guitarra
- Sandy Hansen - Bateria